# Медаль «За труды по освобождению крестьян»

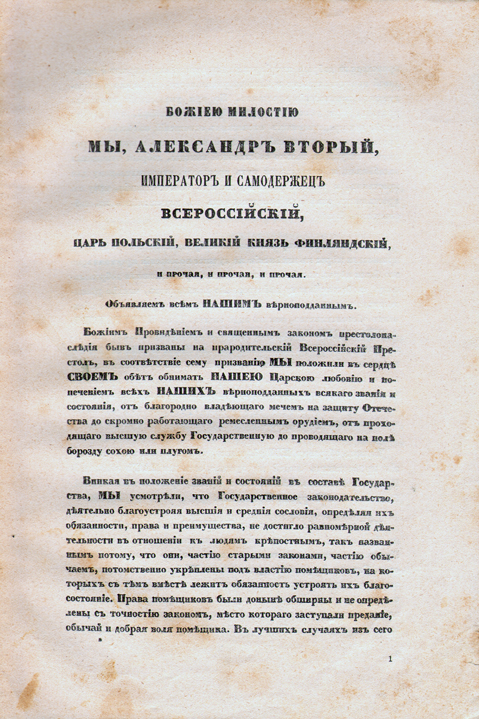
Факсимиле манифеста 19 февраля 1861 года по изданию «Великая реформа», 1911 год

«За труды по освобождению крестьян» — медаль Российской империи, учреждённая в 1861 году в ознаменование проведения крестьянской реформы. Эта медаль имела два варианта — золотой и серебряный, предназначавшиеся для разных категорий награждённых. Медалью награждались чиновники, разрабатывавшие реформу и работавшие над её проведением. Награждения длились по крайней мере до 1875 года. Всего отчеканено примерно 1500 серебряных и 250 золотых медалей. Медаль носили на Александровской ленте, впоследствии право на ношение медали было сделано наследственным.

## Основные сведения
Медаль «За труды по освобождению крестьян» учреждена по указу Александра II 17 апреля 1861 года в память о работе над освобождением крестьян от крепостной зависимости. Указ об учреждении был сообщён Правительствующему Сенату. 24 марта 1861 года император утвердил рисунок медали. У медали было два варианта — золотой и серебряный.
Эта медаль была не единственной наградой, связанной с крестьянской реформой. Были и другие медали, предназначенные для чиновников, участвовавших в преобразованиях: «За труды по устройству крестьян в Царстве Польском», «За труды по устройству военно-заводского населения», «За труды по устройству удельных крестьян». Для Александра II была учреждена персональная медаль «19 февраля 1861 года».

## Порядок награждения
Золотыми медалями награждались:
- Губернаторы и генерал-губернаторы, которые занимали эти должности с 20 ноября 1857 года до закрытия в их губерниях дворянских комитетов по устройству крестьянского быта[d 3][d 4];
- Высшие чиновники, непосредственно разрабатывавшие крестьянскую реформу[2][3].

Серебряными медалями награждались:
- Правители канцелярий генерал-губернаторов, если они непосредственно занимались делопроизводством по крестьянской реформе, или те лица, которые непосредственно занимались этими вопросами в канцеляриях генерал-губернаторов;
- Члены, кандидаты и делопроизводители дворянских комитетов по устройству крестьянского быта[2][3][d 5][d 6].

Известно, что были награждённые, пожелавшие приобрести дополнительные медали за свой счёт. Некоторые члены Государственного совета пожелали иметь по 2-3 медали для ношения на разных мундирах и на случай пропажи; некоторые члены Государственной канцелярии пожелали иметь одну дополнительную медаль с теми же целями. В мае 1861 года было отчеканено дополнительно 12 золотых и 20 серебряных медалей за счёт заказчиков, в дополнение к уже полученным ими 47 золотым и 14 серебряным медалям.
Кроме того, несколько раз расширялся круг награждённых лиц. Так, по представлению главнокомандующего Кавказской армией великого князя Михаила Николаевича, 30 января 1869 года император распорядился наградить лиц, участвовавших в освобождении зависимых сословий в Терской области. Семь человек получило золотые медали (весь состав Комитета по освобождению зависимых сословий в горских племенах Закавказского края: генерал-адъютанты М. Т. Лорис-Меликов и А. П. Карцов, генерал-майоры А. П. Богуславский, Д. С. Старосельский, А. Г. Туманов, полковники Павлов и Черкесов). 54 человека было награждено серебряными медалями (чиновники, проводившие подготовительные работы по составлению Положения, участвовавшие в консультациях депутаты от сословия рабовладельцев и столоначальник Кавказского горского управления).
9 мая 1870 года Александр II повелел наградить лиц, участвовавших в процессе освобождения зависимых сословий в Дагестанской и Кубанской областях. Двумя распоряжениями императора — от 26 мая 1872 года и от 18 июня 1875 года — были награждены деятели из Сухумского отдела. Всего за 1870—1875 годы 23 человека было награждено золотыми медалями, а 13 — серебряными.
Из награждённых данной медалью можно также выделить великого князя Михаила Николаевича и А. Д. Столыпина, отца реформатора П. А. Столыпина.

## Описание медалей
Медали в форме диска, из золота или серебра. Диаметр 28 мм. Гурт гладкий. На лицевой стороне медалей в центре изображён портрет Александра II в профиль. Вверху по дуге вдоль бортика надпись: «БЛАГОДАРЮ». Внизу вдоль бортика по дуге дата выхода Манифеста об отмене крепостного права: «19 ФЕВРАЛЯ 1861 г.». Надписи с обеих сторон разделены двумя маленькими шестиконечными звёздами, расположенными, соответственно, справа и слева от портрета. На оборотной стороне медали горизонтально расположена надпись в пять строк:
ЗА
ТРУДЫ
ПО
ОСВОБОЖДЕНІЮ
КРЕСТЬЯНЪ
Под надписью располагалась линия из двух черт, разделённых точкой. На Санкт-Петербургском монетном дворе за 1861—1863 годы было отчеканено приблизительно 1500 серебряных и 250 золотых медалей, при этом часть медалей продавалась награждённым, пожелавшим иметь более одного экземпляра награды.
В фондах Государственного Исторического музея и Отдела нумизматики Государственного Эрмитажа хранятся оригиналы золотых медалей «За труды по освобождению крестьян».

## Порядок ношения
Медаль имела ушко для крепления к колодке или ленте. Носить медаль следовало на груди. Лента медали — Александровская (красного цвета), то есть лента ордена Святого Александра Невского.
16 августа 1898 года император Николай II подписал указ, согласно которому право на ношение этих медалей становилось наследственным — старшие прямые потомки награждённых, исключительно по мужской линии, получили право на ношение всех медалей, учреждённых в связи с проведением крестьянской реформы. В случае, если прямых наследников не оставалось, медаль должна была оставаться на хранении у иных потомков этих лиц. Распоряжение это было связано с открытием памятника Александру II. В отдельном указе уточнялось, что потомки награждённых должны были носить медали на груди, правее медали «В память царствования императора Александра III».

## Указы
1. ↑  Деммени, 1887, с. 424.
2. ↑  Полное собраніе законовъ Россійской Имперіи, собрание II. — СПб., 1861. — Т. 36/1. — С. 631—632. № 36 875
3. ↑  Деммени, 1887, с. 424—425.
4. ↑  Полное собраніе законовъ Россійской Имперіи, собрание II. — СПб., 1861. — Т. 36/1. — С. 675. № 36 909
5. ↑  Деммени, 1887, с. 426—427.
6. ↑  Полное собраніе законовъ Россійской Имперіи, собрание II. — СПб., 1861. — Т. 36/2. — С. 128—129. № 37 214
7. ↑  Полное собраніе законовъ Россійской Имперіи, собрание III. — СПб., 1898. — Т. 18/1. — С. 871—872. № 15 893
8. ↑  Полное собраніе законовъ Россійской Имперіи, собрание III. — СПб., 1898. — Т. 18/1. — С. 872. № 15 894